# Henry N. Cobb

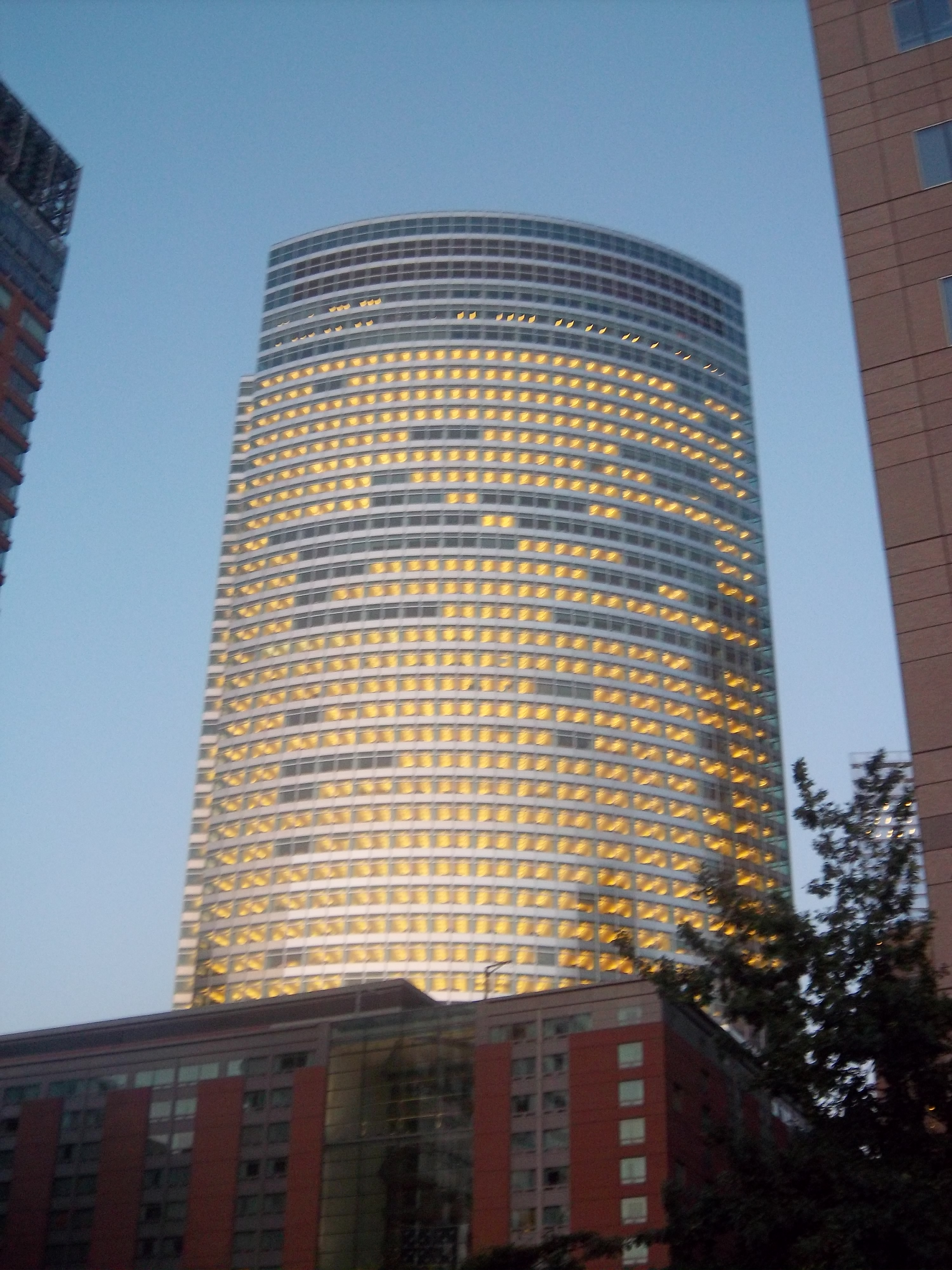
200 West Street

Henry N. Cobb (Boston, 8 april 1926 – New York, 2 maart 2020) was een Amerikaans architect.

## Biografie
Cobb was in 1955 medeoprichter van het architectenbureau van de Chinees-Amerikaanse architect I. M. Pei, I.M. Pei & Partners. In 1989 werd het kantoor hernoemd zodat ook zijn partnerschap zichtbaar werd tot Pei Cobb Freed & Partners. Tot zijn realisaties hoort onder meer het ontwerp van de U.S. Bank Tower, de voor Los Angeles iconische wolkenkrabber en tot 2016 het hoogste gebouw van de Verenigde Staten ten westen van de Mississippi.
Cobb volbracht zijn secundair onderwijs in de elitaire Phillips Exeter Academy in Exeter, New Hampshire, en studeerde verder aan Harvard College en Harvard University. Hij bleef nadien ook aan zijn alma mater verbonden en was er professor en voorzitter van het Departement Architectuur van 1980 tot 1985. Hij werd academisch en internationaal geëerd als doctor honoris causa door Bowdoin College en de Eidgenössische Technische Hochschule Zürich. Hij was tot lid benoemd van de American Academy of Arts and Letters. Cobb werd ook verkozen als lid van The National Academy of Design in de status van Associate Academician en werd daar gepromoveerd tot Full Academician in 1990. In 2013 werd hij laureaat van de 2013 Lynn S. Beedle Award uitgereikt door de Council on Tall Buildings and Urban Habitat.
Henry Nichols Cobb overleed in 2020 op 93-jarige leeftijd in zijn woning in Manhattan.

## Bekende gebouwen
Enkele bekende gebouwen van Cobb zijn:
- Place Ville Marie in Montreal (1962) [afb. 1]
- Campus van de State University of New York Fredonia (1968)
- Harbor Towers, Boston (1971)
- John Hancock Tower, Boston (1976) [afb. 2]
- Library Tower, tegenwoordig U.S. Bank Tower in Los Angeles (1990) [afb. 3]
- UCLA Anderson School of Management aan de University of California, Los Angeles (1995)
- Hoofdkwartier American Association for the Advancement of Science, Washington DC (1996)
- Quartier 206, Berlijn (1996)
- Cincinnati College-Conservatory of Music (1999)
- World Trade Center, Barcelona (1999)
- ABN AMRO-hoofdkantoor, Amsterdam (1999) [afb. 4]
- National Constitution Center, Philadelphia (2003)
- Hyatt Center, Chicago (2005)
- Palazzo Lombardia, Milano (2005)
- Hoofdkwartier 2 International Monetary Fund, Washington, DC (2005)
- Center for Government and International Studies van Harvard University, Cambridge (2005)
- 1 Memorial Drive, Federal Reserve Bank of Kansas City (2008)
- Torre Espacio, Madrid (2008, in 2021 hernoemd naar Torre Emperador Castellana) [afb. 5]
- 200 West Street, New York (2009)

## Afbeeldingen

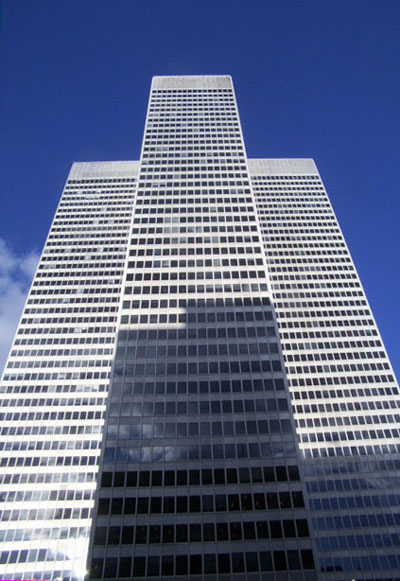
Place Ville Marie, Montreal (1962)
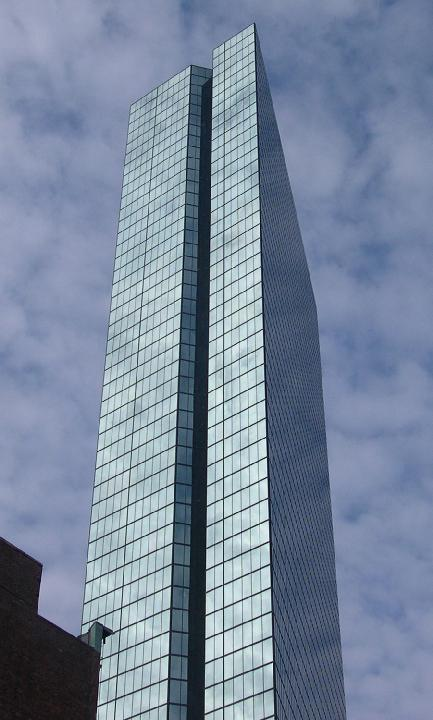
John Hancock Tower, Boston (1976)
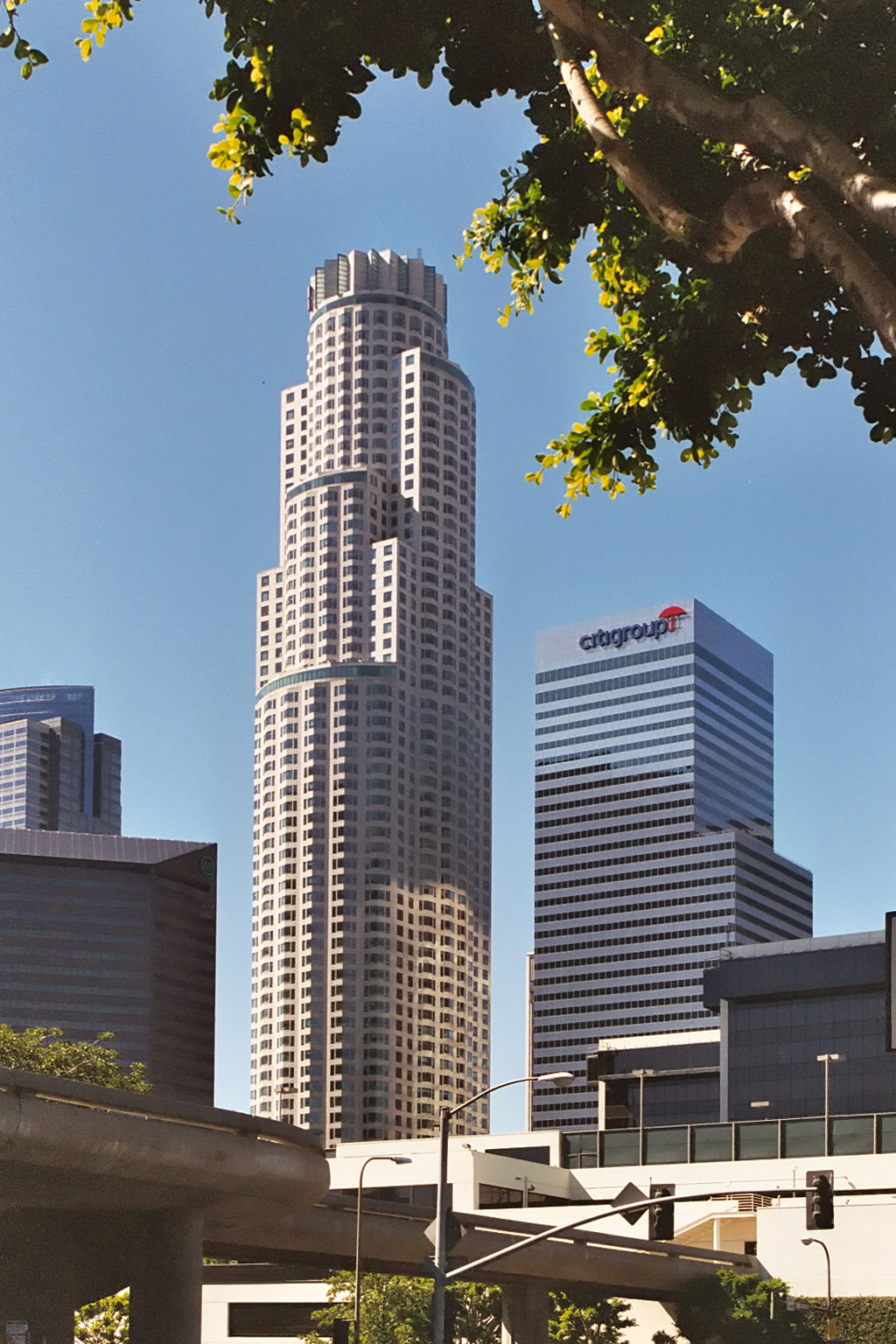
U.S. Bank Tower (center), Los Angeles (1990)
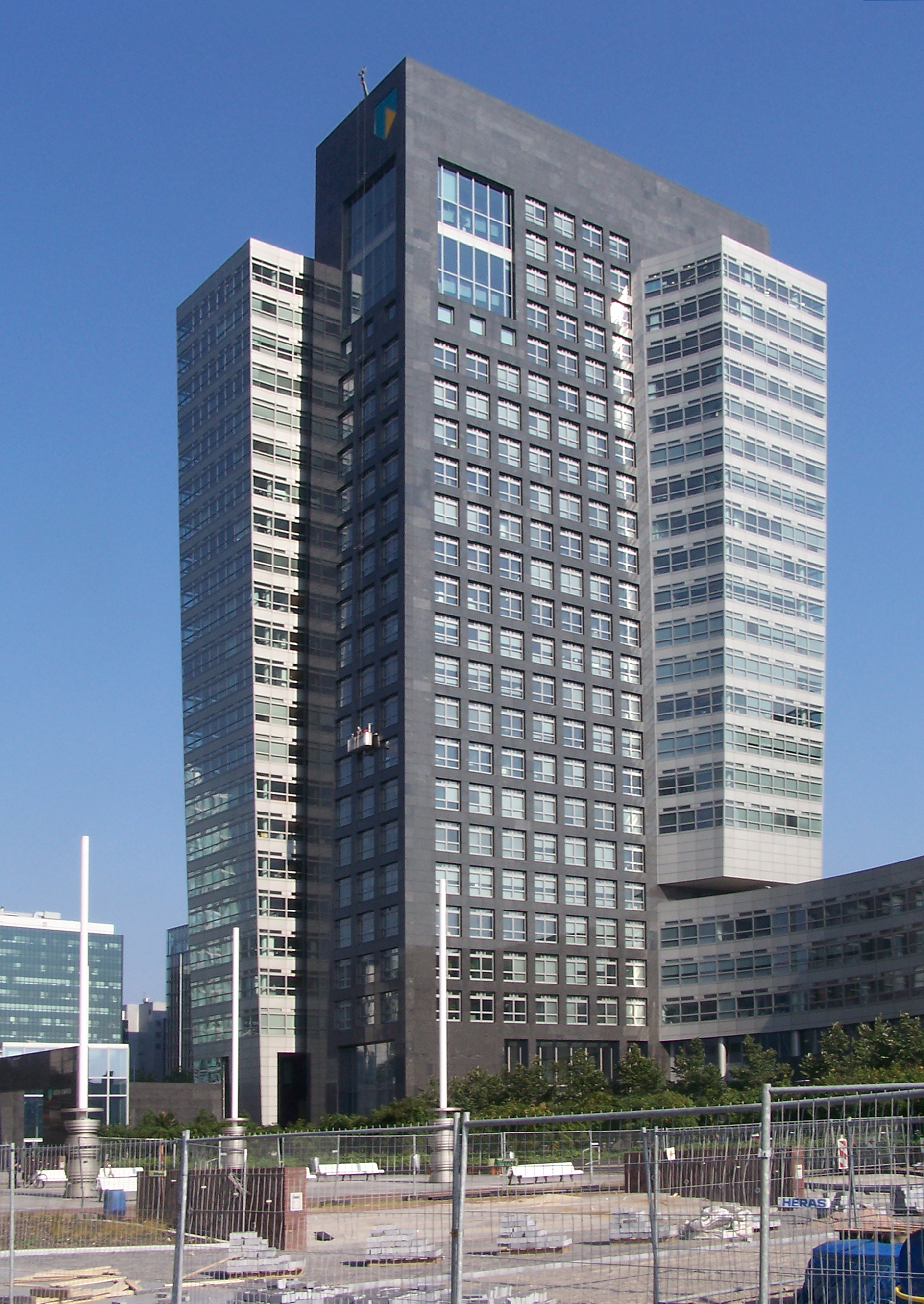
ABN AMRO-hoofdkantoor, Amsterdam (1999)
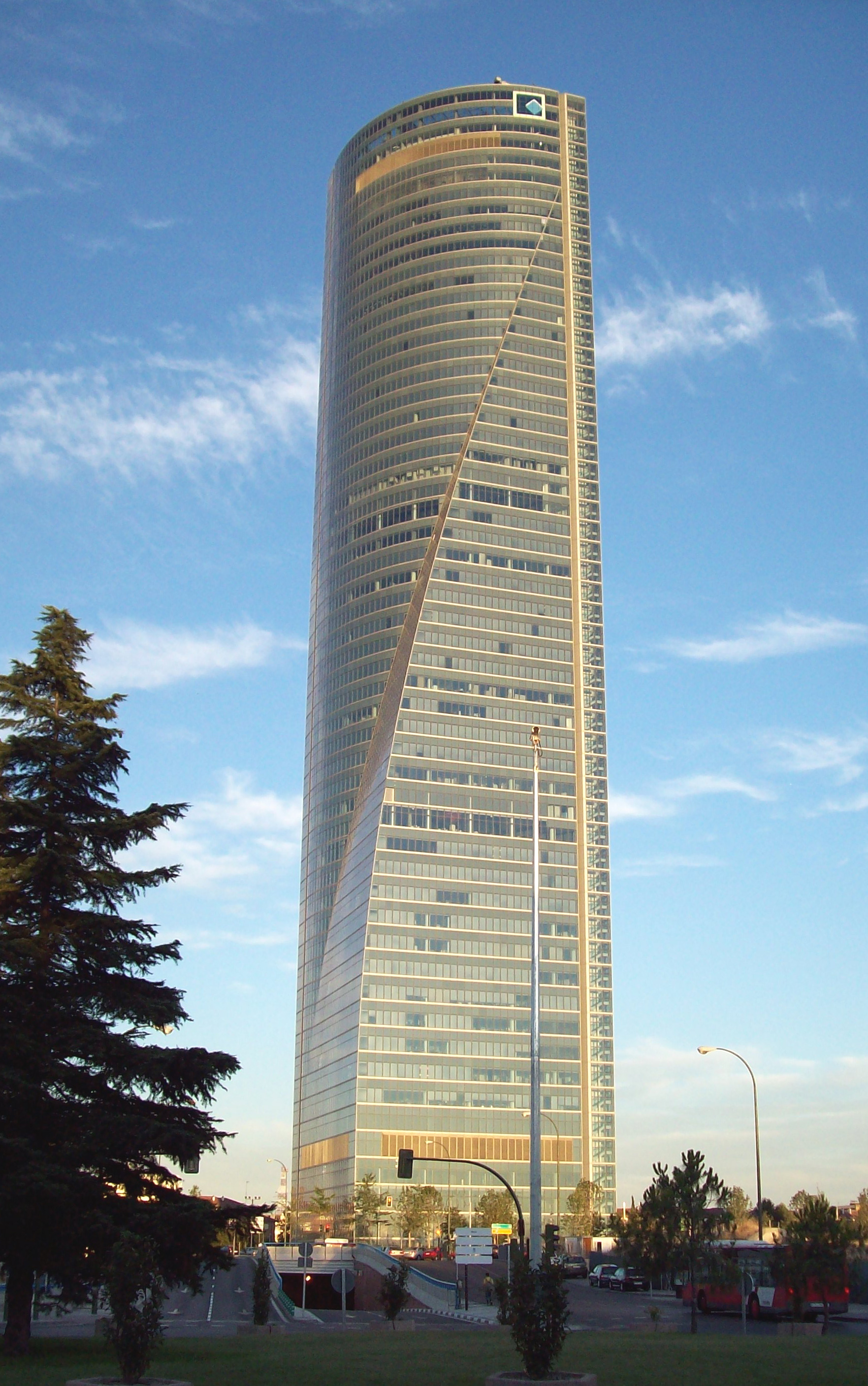
Torre Espacio, Madrid (2008, in 2021 hernoemd naar Torre Emperador Castellana)

- Gemeinsame Normdatei: 139072314
- International Standard Name Identifier: 0000 0000 7886 6753
- Library of Congress Control Number: n89622689
- Nationale Bibliotheek van Tsjechië: js20241236734
- SNAC: w67h2cjn
- Système universitaire de documentation: 059723823
- Union List of Artist Names: 500016217
- Virtual International Authority File: 68073681
- WorldCat: E39PBJtmwc9V7jKDRgqJQkqPcP